# Ocean ship
Les Ocean ship sont une classe de 60 navires de commerce construits au début de la Seconde Guerre mondiale. Ils sont construits à la demande du Ministry of War Transport (en anglais : ministère des Transports de guerre) aux États-Unis par Todd Shipyards Corporation dans le cadre de contrats passés par la British Purchasing Commission. Dix-huit sont perdus de par l'action ennemie et huit à cause d'accidents ; les survivants sont vendus après la guerre au service marchand.
Pour accélérer la production, la classe est basée sur une conception existante, adaptée plus tard pour devenir les Liberty ship. Les chantiers navals construits pour les Ocean ship sont immédiatement utilisés dans la production de coques des Liberty ship,. Avant et pendant la construction, les navires sont parfois mentionnés comme British Victory, par opposition à la variante américaine connue sous le nom de Liberty ship.

## Contrats et chantiers
Le 19 décembre 1940, John Reilly, président de Todd Shipyards Corporation, annonce que des contrats d'un montant total de 100 000 000 dollars  (
1825 millions actuels).sont signés entre deux filiales de Todd et la British Purchasing Commission pour la construction de soixante cargos dont trente à construire à Todd California Shipbuilding Corporation à Richmond (Californie) et trente à Todd-Bath Iron Shipbuilding (South Portland, Maine). Les navires, chacun estimé à 1 600 000 dollars  (
29 millions actuels)., doivent être construits dans des chantiers entièrement nouveaux. La construction des chantiers commencent le 20 décembre 1940, le premier est achevé en quatre mois, les premières quilles sont posées deux mois et demi après le début de la construction du chantier . On estime que chaque chantier nécessite environ 5 000 ouvriers. Henry J. Kaiser, alors directeur de Seattle-Tacoma Shipbuilding Corporation, devient président de l'entité Todd California et William S. Newell, alors directeur de Bath Iron Works, président de l'entité Todd-Bath Iron Shipbuilding.
Le 14 janvier 1941, l'inauguration du nouveau chantier a lieu sur un site de 48 acres à Richmond, la quille du premier Ocean ship est posée soixante-dix-huit jours plus tard, le 14 avril,. Avec un contrat de la Commission maritime pour vingt-quatre navires de la classe Liberty, Kaiser commence la construction de six cales dans ses chantiers voisins de la Richmond Shipbuilding Corporation quatre jours plus tard.
Les bassins coulés dans le chantier du Maine sont les premiers au monde utilisés pour produire en série des navires.

## Conception
Les Ocean sont construits en acier avec une coque soudée, selon une  conception des architectes navals Gibbs & Cox construits selon les exigences et les spécifications de British Lloyd sous l'inspection de Lloyd's Chief Surveyor aux États-Unis. La conception est basée sur le Sunderland Tramp britannique, qui est né en 1879 et est construit pour la dernière fois en 1939 par le chantier naval J.L. Thompson and Sons, devenant la base de la classe Ocean. Le contrat de 1940 pour la classe Ocean prévoit qu'ils soient construits dans des chantiers américains,,,.

## Histoire

### Todd-California Shipbuilding
Trente des Ocean ship sont construits à Richmond (Californie) par Todd-California Shipbuilding, destinés spécifiquement à construire des navires "Ocean" pour les Britanniques. Tous les océans dont le nom commence par la lettre V sont construits par soudage électrique à Richmond, en Californie.
Le premier navire de la classe Ocean est l'Ocean Vanguard, lancé le 16 août 1941. Le lancement, environ deux mois plus tôt que prévu, est un événement important. Le navire est décoré avec des drapeaux des deux pays. Au cours de la cérémonie, le rear admiral Emory S. Land, président de la Commission maritime, prononce une allocution et sa femme parraine le navire. Arthur Salter représente l'acheteur britannique et Henry J. Kaiser représente le constructeur.

### Todd-Bath Iron Shipbuilding construction
Trente des navires sont construits à Todd-Bath Iron Shipbuilding, South Portland dans le Maine, sur la côte est des États-Unis. Le chantier est construit en urgence par Todd, Bath Iron Works et Kaiser Shipbuilding spécifiquement pour construire les navires de la classe Ocean pour le Royaume-Uni, avec les numéros de coque de 1 à 30. Le premier navire de ce chantier est l'Ocean Liberty, lancé le 20 décembre 1941.

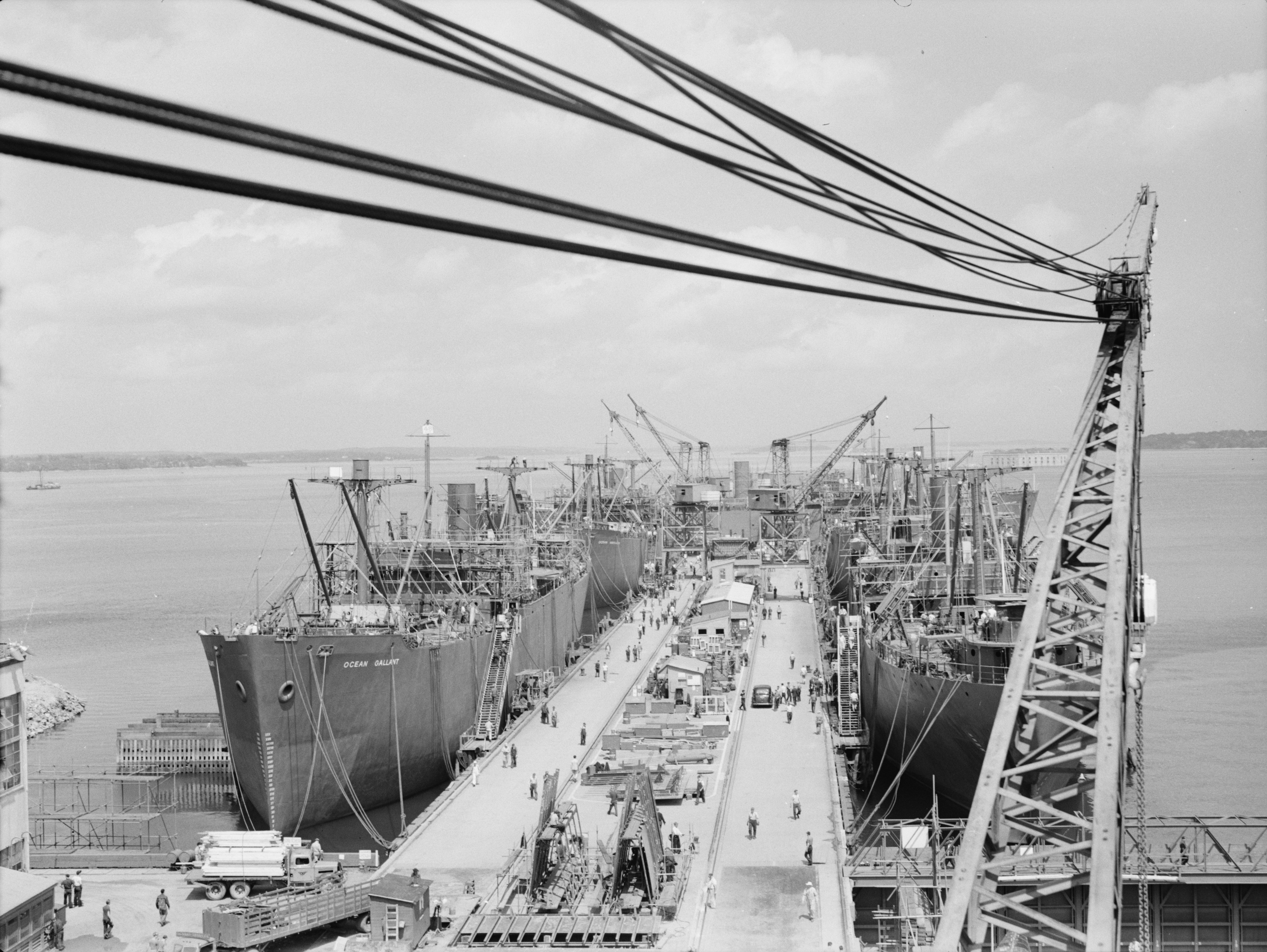
Le Lancement de masse de 5 Ocean ship du 16 août 1942.

Le 16 août 1942, cinq bateaux de la classe sont lancés le même jour alors que le Liberty Ship SS Ethan Allen est lancé à la South Portland Shipbuilding Corporation (adjacente des chantiers Todd) et les destroyers USS Conway et USS Cony sont lancés à Bath Iron Works Corporation (à proximité) pour le plus grand lancement de masse de cette époque et le plus grand de l'histoire du Maine. Les cinq navires de la classe Ocean lancés ce jour-là ont les numéros de coques de 19 à 24 : Ocean Wayfarer, Ocean Stranger, Ocean Traveller, Ocean Seaman et Ocean Gallant, les marraines sont des épouses : de sénateurs américains, d'un cadre de Todd et du directeurs du ministère britannique de la marine marchande. Les navires, mis à l'eau en inondant les bassins de construction et en les remorquant jusqu'aux quais d'armement, sont tous mis à l'eau en un quart d'heure. Les trois derniers des trente navires du chantier Todd, Ocean Crusader, Ocean Gypsy et Ocean Glory, sont lancés le 18 octobre 1942, après quoi les bassins sont utilisés pour construire des coques de Liberty ship.
Cinq navires Ocean sont transférés à des gouvernements étrangers pendant la guerre.
| Pays                     | Navire                                     |
| ------------------------ | ------------------------------------------ |
| Belgique                 | Ocean Veteran                              |
| Pays-Bas                 | Ocean Athlete Ocean Merchant Ocean Victory |
| État polonais clandestin | Ocean Hope                                 |